# Renate Götschl
Renate Götschl, avstrijska alpska smučarka, * 6. avgust 1975, Judenburg, Avstrija.
Renate Götschl je ena najuspešnejših alpskih smučark. Nastopila je na štirih zimskih olimpijskih igrah in leta 2002 osvojila srebrno medaljo v kombinaciji in bron v smuku. Na svetovnih prvenstvih je osvojila naslove prvakinje v smuku, kombinaciji in na ekipni tekmi ter še štiri srebrne in dve bronasti medalji. V svetovnem pokalu je osvojila en veliki kristalni globus za zmago v skupnem seštevku svetovnega pokala, deset malih kristalnih globusov za zmago v seštevku posamičnih disciplin ter 46 zmag in 110 uvrstitev na stopničke.